# Akamasia
Akamasia là một chi nhện trong họ Zoropsidae. Chi này có 1 loài duy nhất là Akamasia cyprogenia, được Bosselaers miêu tả năm 2002.